# Municipio de Randolph (Illinois)
El municipio de Randolph (en inglés: Randolph Township) es un municipio ubicado en el condado de McLean en el estado estadounidense de Illinois. En el año 2010 tenía una población de 4375 habitantes y una densidad poblacional de 34,04 personas por km².

## Geografía
El municipio de Randolph se encuentra ubicado en las coordenadas 40°20′35″N 88°58′42″O / 40.34306, -88.97833. Según la Oficina del Censo de los Estados Unidos, el municipio tiene una superficie total de 128.51 km², de la cual 128,15 km² corresponden a tierra firme y (0,28 %) 0,35 km² es agua.

## Demografía
Según el censo de 2010, había 4375 personas residiendo en el municipio de Randolph. La densidad de población era de 34,04 hab./km². De los 4375 habitantes, el municipio de Randolph estaba compuesto por el 97,35 % blancos, el 0,43 % eran afroamericanos, el 0,21 % eran amerindios, el 0,34 % eran asiáticos, el 0,55 % eran de otras razas y el 1,12 % eran de una mezcla de razas. Del total de la población el 1,81 % eran hispanos o latinos de cualquier raza.